# Kolodne (Ternopil)
Kolodne (ukrainisch Колодне; russisch Колодное Kolodnoje, polnisch Kołodno[-Lisowszczyzna]) ist ein Dorf im Rajon Sbarasch der Oblast Ternopil im Westen der Ukraine etwa 11 Kilometer nordwestlich der ehemaligen Rajonshauptstadt Sbarasch und 24 Kilometer nördlich der Oblasthauptstadt Ternopil gelegen.

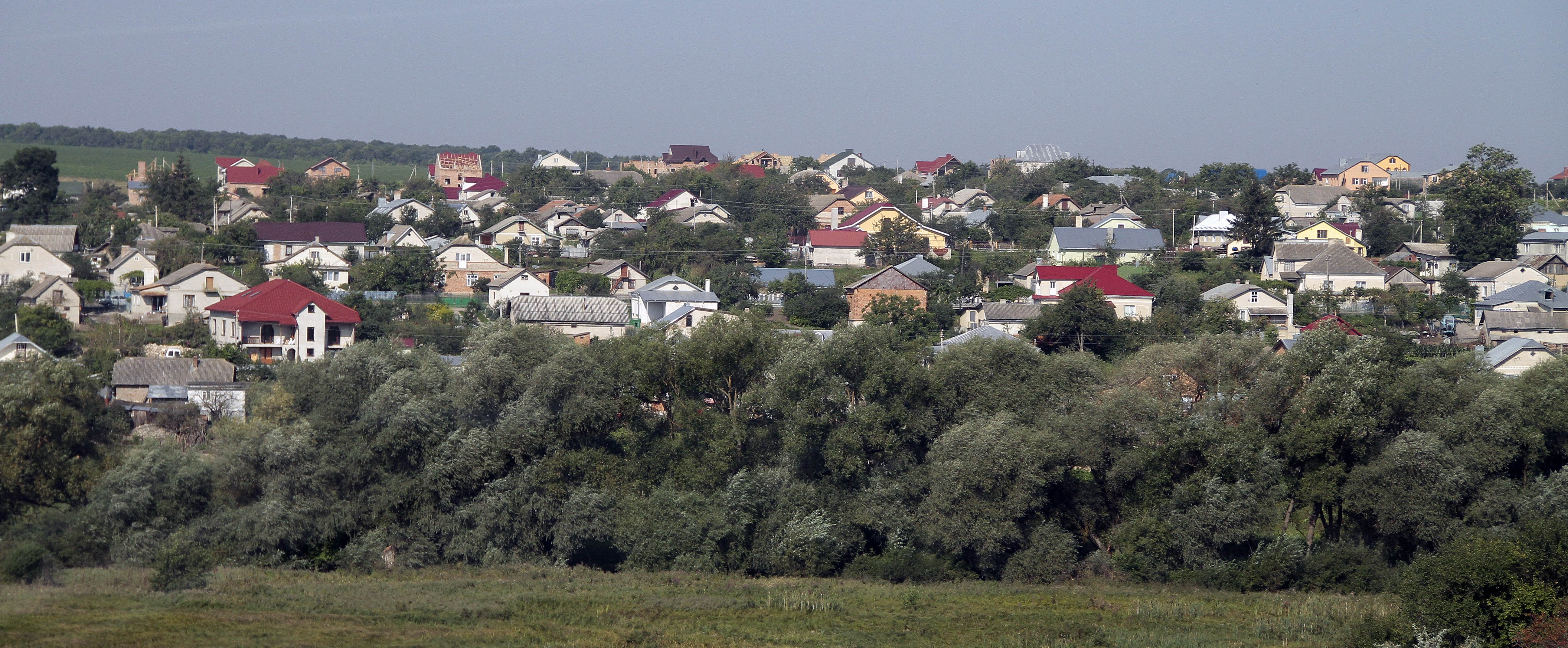
Blick auf den Ort

Der Ort wurde 1465 zum ersten Mal schriftlich erwähnt und gehörte zunächst zur Adelsrepublik Polen-Litauen (in der Woiwodschaft Wolhynien).  Mit den Teilungen Polens fiel der Ort an das Russische Reich und lag bis zum Ende des Ersten Weltkriegs im Gouvernement Wolhynien.
Nach dem Ende des Ersten Weltkrieges kam der Ort zu Polen (als Kołodno-Lisowszczyzna in die Woiwodschaft Wolhynien, Powiat Krzemieniec, Gmina Kołodno-Lisowszczyzna), wurde im Zweiten Weltkrieg 1939 bis 1941 von der Sowjetunion und dann bis 1944 von Deutschland besetzt. Dieses gliederte den Ort in das Reichskommissariat Ukraine ein.
Nach dem Ende des Krieges wurde der Ort der Sowjetunion zugeschlagen, dort kam das Dorf zur Ukrainischen SSR und ist seit 1991 ein Teil der heutigen Ukraine.

## Verwaltungsgliederung
Am 12. Juni 2020 wurde das Dorf ein Teil der Stadtgemeinde Sbarasch im Rajon Sbarasch; bis dahin bildete es seit dem 17. Juli 2015 das Zentrum der neugegründeten Landgemeinde Kolodne (Колодненська сільська громада Kolodnenska silska hromada). Zu dieser zählen auch noch die 4 Dörfer Boljasuby (Болязуби), Hlyntschuky (Глинчуки), Reschniwka (Решнівка) und Schymkiwzi (Шимківці), vorher war bildete es zusammen mit den Dörfern Boljasuby und Hlyntschuky die Landratsgemeinde Kolodne (Колодненська сільська рада/Kolodnenska silska rada) im Zentrum des Rajons Sbarasch.
Am 17. Juli 2020 wurde der Ort Teil des Rajons Ternopil.